# Dassault-Breguet Super Étendard
Дассо́ «Супер этандар» (фр. Dassault Super-Étendard) — французский сверхзвуковой палубный штурмовик. Разработан на базе самолёта «Этандар» IVM. Совершил первый полёт 28 октября 1974 года. Построено 85 самолётов.
Поставлялся на экспорт в Аргентину, несколько машин недолгое время эксплуатировались ВВС Ирака. Самолёт получил большую известность во время Фолклендской войны, в ходе которой аргентинские «Супер этандары», применив противокорабельные ракеты (ПКР) Exocet, потопили два британских корабля: эсминец УРО «Шеффилд» и контейнеровоз «Атлантик конвейр».
В ВМС Франции самолёты этого типа сняты с вооружения, к 2015 году их полностью заменили многоцелевыми истребителями Dassault Rafale.
13 июля 2016 года самолет этого типа торжественно совершил последний полет на базе в городе Ландивизьо на побережье Атлантики, после чего военно-морские силы Франции отказались от дальнейшей эксплуатации.

## История создания
Тактический истребитель «Дассо Этандар», разработанный в середине 50-х годов для участия в тендере, проигранном итальянскому «G.91 Фиат», продемонстрировал столь выдающиеся качества, что французский военно-морской флот немедленно заключил контракт на его поставку. Флоту был нужен ударный самолёт, способный также выполнять функции высотного перехватчика.

## Боевое применение

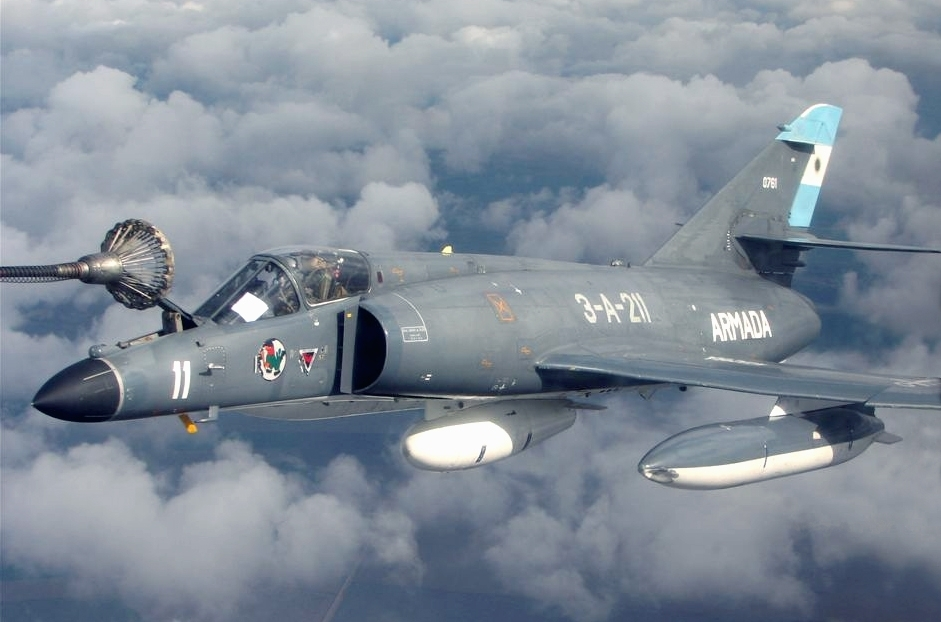
«Супер этандар» Авиации ВМС Аргентины

### Фолклендская война 1982 год
ВМС Аргентины применяли данные самолеты против кораблей британского флота. В частности эсминец Sheffield и контейнеровоз Atlantic Conveyor были потоплены ракетами Exocet, выпущенными с самолётов Super Etendard.
3500 тонный эсминец Sheffield был потоплен 4 мая попаданием одной ракеты, выпущенной аргентинским лётчиком Аугусто Бедакаррацем. Вместе с эсминцем погибло 20 британцев и ещё 63 было ранено.
15000 тонный контейнеровоз Atlantic Conveyor был потоплен 25 мая попаданием одной ракеты, выпущенной аргентинским лётчиком Роберто Куриловичем. Вместе с кораблём были уничтожены 12 британских членов экипажа, 6 вертолётов Wessex HU5, 3 вертолёта Chinook HC1, 1 вертолёт Lynx HAS2, запасные части для истребителей Harrier, несколько тысяч тонн боеприпасов и палатки для солдат. Тем самым, аргентинский пилот Курилович претендует на звание одного из самых успешных пилотов Фолклендской войны.
Сообщалось о повреждении бомбами авианосца «Инвинсибл», но независимые[какие?] источники это не подтверждают.

### Танкерная война
Применялись Ираком в ходе «Танкерной войны» с Ираном в 80-х годах. Поразили множество морских целей.
Известные атаки:
- 27 марта 1984 года иракский самолёт Super Etendard в 100 км юго-западнее острова Харк[8] противокорабельной ракетой Exocet потопил южнокорейское судно обеспечения Heyang Ilho (валовая вместимость 580 БРТ, постройки США[9]). Корабль занимался снабжением иранских нефтяных платформ[10];
- 3 июня 1984 года иракский самолёт Super Etendard возле острова Харк двумя противокорабельными ракетами Exocet поджёг турецкий крупнотоннажный танкер 2-го класса Buyuk Hun (валовая вместимость 80682 БРТ[11]). Танкер получил значительные повреждения, 3 турецких моряка было убито[12][13], был отбуксирован в Бушир[14], после чего был списан[15];
- 6 июня 1984 иракский самолёт Super Etendard возле острова Лаван противокорабельной ракетой Exocet поразил в машинное отделение либерийский сухогруз Dashaki (валовая вместимость 14334 БРТ[16]). Экипаж эвакуировался с горящего корабля, который был отбуксирован в Джабаль-Али[14]. По некоторым данным он мог затонуть или, возможно, «притонуть»[15] и быть поднятым, так как он в дальнейшем продолжил работу[16]);
- 12 сентября 1984 года иракский самолёт Super Etendard возле острова Харк противокорабельной ракетой Exocet[15] потопил западногерманское судно обеспечения Seatrans 21 (валовая вместимость 500 БРТ)[17], 6 членов экипажа было убито[18].

### Удары по ИГИЛ
Восемь штурмовиков базировались на авианосце «Шарль де Голль», который в 2015 году дважды привлекался к операциям по борьбе с группировкой «Исламское государство» в Ираке и Сирии.

## На вооружении

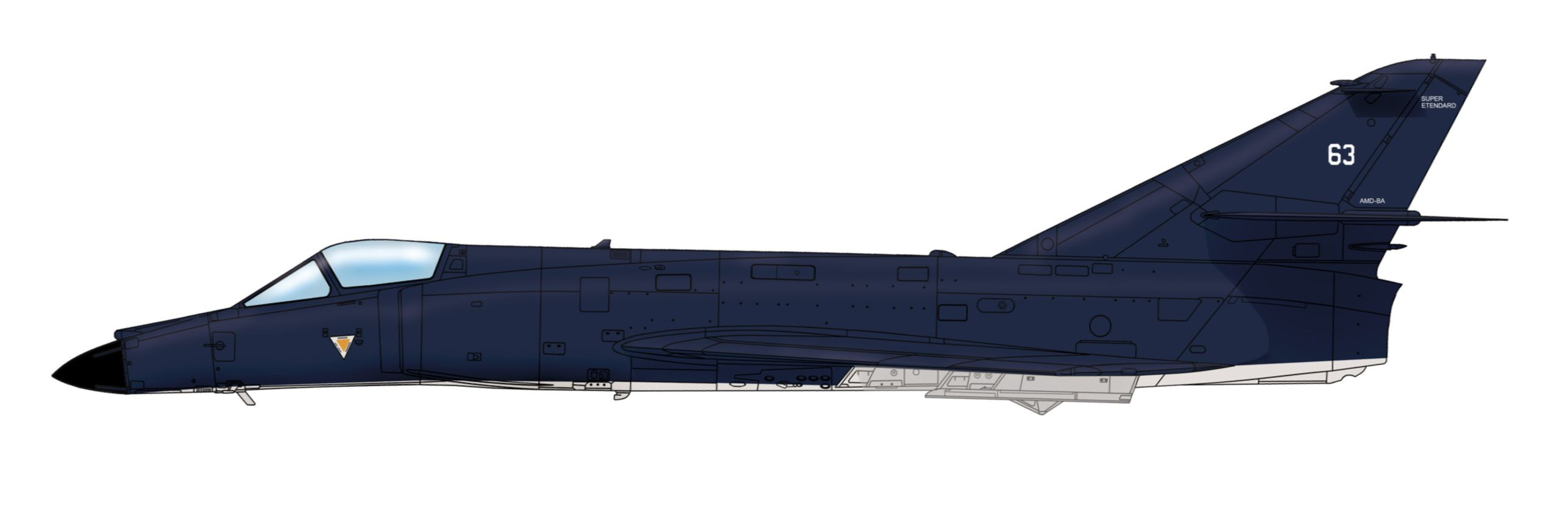
Dassault Super Étendard, Военно-воздушные силы Ирака, 1983

Франция
- Авиация ВМС Франции

 Аргентина
- Авиация ВМС Аргентины

 Ирак
- Военно-воздушные силы Ирака

## Технические характеристики[19]

### Технические характеристики
- Экипаж: 1 человек
- Длина: 14,31 м
- Размах крыла: 9,60 м
- Высота: 3,86 м
- Площадь крыла: 28,40 м²
- Колея шасси: 3,50 м
- База шасси: 4,80 м
- Масса пустого: 6500 кг
- Масса нормальная взлётная: 9450 кг
- Масса максимальная взлётная: 12 000 кг
- Ёмкость внутренних топливных баков: 3270 л
- Двигатель: 1× SNECMA «Atar» 8K-50 (49,03 кН)

### Лётные характеристики
- Максимальная скорость на высоте 11 000 м: 1380 км/ч
- Максимальная скорость у земли: 1180 км/ч
- Боевой радиус действия: 650 км
- Перегоночная дальность: 2100 км
- Практический потолок: более 13 700 м
- Скороподъёмность у земли: 100 м/с (6000 м/мин)

### Вооружение[источникне указан 2536 дней]
- 2100 кг (по некоторым[каким?] источникам в перегрузочное варианте до 4500 кг,топливо при этом естественно полностью не заправляется) боевой нагрузки на 5 пилонах, УР «Экзосет», ПРЛР АРМАТ,УР AS-30l с лазерным наведением, НАР, бомбы 250 и 450 кг, две УР «воздух—воздух» «Мажик» или Сайдуиндер
- способен нести ракету ASMP с ядерной боеголовкой (вариант 1000 кг, масса боеголовки 300 кг, 100 ктн, дальность пуска 100 км), бомбу AN52 массой 455 кг и мощностью 15 ктн
- 2 встроенные пушки DEFA552 (30 мм по 125 снарядов)
- Подвесные топливные баки 625 л и 1100 л, а также систему заправки топливом в полете (способен заправлять другие самолёты)
- Встречается информация о возможности использования планирующей бомбы АПАЧ, имеющей моноблочную или кассетную боевую часть(?)
- Аргентинские самолёты пытались приспособить для применения ракет Мартин-пескадор с дальностью пуска 9 км. Для их наведения в самолётах устанавливался специальный джойстик (рычажок).

## Сравнение с аналогами
|                      | Су-17                 | МиГ-27                | LTV A-7 Corsair II            | Grumman A-6 Intruder          | Mitsubishi F-1                |
| -------------------- | --------------------- | --------------------- | ----------------------------- | ----------------------------- | ----------------------------- |
|                      |                       |                       |                               |                               |                               |
| Первый полёт         | 2 августа 1966 года   | 17 ноября 1972 года   | 27 сентября 1965 года         | 19 апреля 1960 года           | 3 июня 1975 года              |
| Принят на вооружение | 1970 год              | 1975 год              | 1967 год                      | 1963 год                      | 1978 год                      |
| Годы производства    | 1969 — 1990           | 1973 — 1994           | 1965 — 1984                   | 1962 — 1990                   | 1977 — 1987                   |
| Единиц произведено   | 2867                  | 1412                  | 1569                          | 693                           | 77                            |
| Статус               | Состоит на вооружении | Состоит на вооружении | Снят с вооружения в 2014 году | Снят с вооружения в 1997 году | Снят с вооружения в 2006 году |

|                      | SEPECAT Jaguar        | Dassault-Breguet Super Étendard | Hawker Siddeley Buccaneer     | СОКО J-22 Орао        | IAR 93                        |
| -------------------- | --------------------- | ------------------------------- | ----------------------------- | --------------------- | ----------------------------- |
|                      |                       |                                 |                               |                       |                               |
| Первый полёт         | 8 сентября 1968 года  | 28 октября 1974 года            | 30 апреля 1958 года           | 31 октября 1974 года  | 31 октября 1974 года          |
| Принят на вооружение | 1972 год              | 1978 год                        | 1962 год                      | 1978 год              | 1978 год                      |
| Годы производства    | 1968 — 1981           | 1977 — 1983                     | 1961 — 1977                   | 1978 — 1992           | 1976 — 1990                   |
| Единиц произведено   | 573                   | 85                              | 206                           | 165                   | 86                            |
| Статус               | Состоит на вооружении | Состоит на вооружении           | Снят с вооружения в 1993 году | Состоит на вооружении | Снят с вооружения в 1998 году |